# Spetsharört
Spetsharört (Bupleurum odontites) är en flockblommig växtart som beskrevs av Carl von Linné. Enligt Catalogue of Life ingår Spetsharört i släktet harörter och familjen flockblommiga växter, men enligt Dyntaxa är tillhörigheten istället släktet harörter och familjen flockblommiga växter. Arten förekommer tillfälligt i Sverige, men reproducerar sig inte. Inga underarter finns listade i Catalogue of Life.